# ۱۵۷۰ (میلادی)
۱۵۷۰ (میلادی) هزارو پانصد و هفتادمین سال تقویم میلادی است.

## درگذشتگان
- ۲۷ نوامبر – جاکوپو سانسووینو، معمار و مجسمه‌ساز ایتالیایی (ز. ۱۴۸۶)